# 激光雕刻机
激光雕刻机是利用激光对需要雕刻的材料进行雕刻的一种设备。
激光雕刻机不同于机械雕刻机和其他传统的手工雕刻方式，机械雕刻机是使用机械手段，比如金刚石等硬度极高的材料来雕刻其他东西。而激光雕刻机则是使用激光的热能对材料进行雕刻，激光雕刻机内的激光器是其核心所在。
一般来说，激光雕刻机的使用范围更加广泛，而且雕刻精度更高，雕刻速度也更加快捷。而且相对于传统的手工雕刻方式，激光雕刻也可以将雕刻效果做到很细腻，丝毫不亚于手工雕刻的工艺水平。正是因为激光雕刻机有着如此多的优越性，所以现在激光雕刻机的应用已经逐渐取代了传统的雕刻设备和方式。成为主要的雕刻设备。